# Île Lennox (Canada)
L'île Lennox est une île du Canada sur la côte Nord-ouest de l'Île-du-Prince-Édouard en Baie de Malpèque, dans le comté de Prince.

## Géographie
Elle est reliée à l'Île-du-Prince-Édouard par un pont. 

## Histoire
Elle est le foyer de la réserve Micmacs des Premières Nations qui l’appellent L'nui Minegoo et a été nommée en l'honneur de Charles Lennox, duc de Richmond, par l'arpenteur Samuel Holland. 
La mission catholique Sainte-Anne y est installée. 
La Minigoo Fishery a été la première usine de transformation du homard détenue et exploitée par des personnes autochtones du Canada en 2010. Après un dépôt de bilan, l'entreprise a rouvert ses portes en 2013.